# Placa arábiga

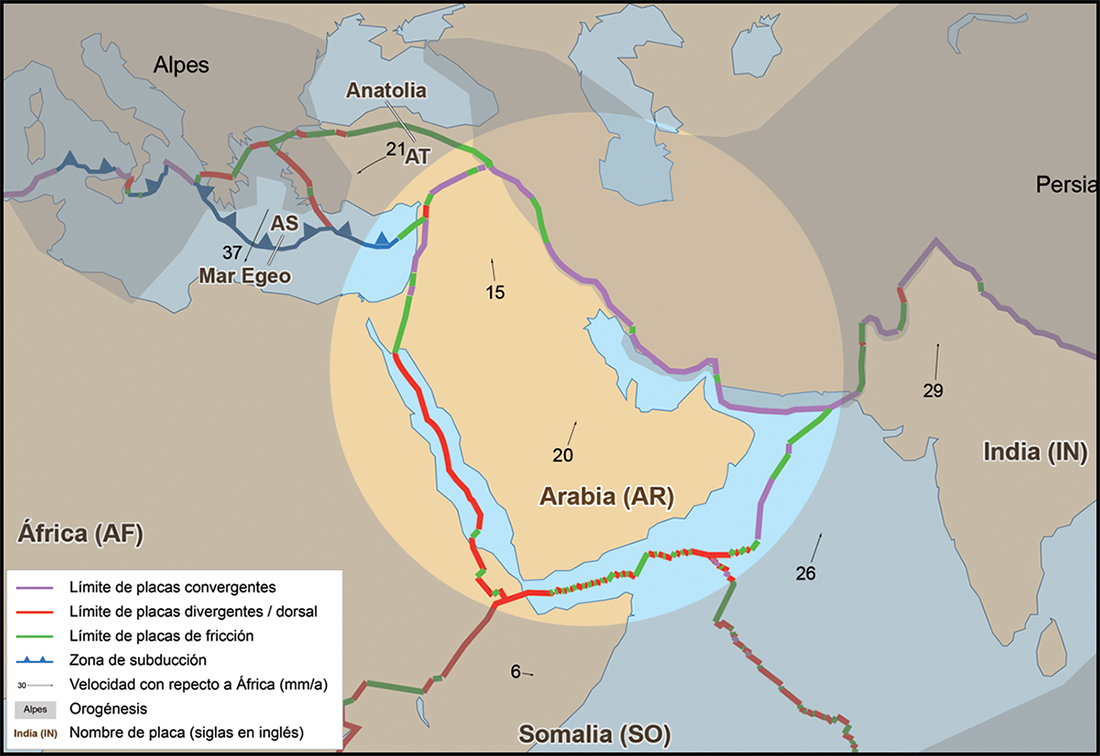
Placa tectónica arábiga o árabe

La placa arábiga o árabe es una placa tectónica de la litosfera que subyace bajo la península arábiga y parte del Oriente Próximo. Empezó a formarse en el Oligoceno por fracturación de la placa africana debido a su movimiento hacia el norte. El mar Rojo y el golfo de Adén se formaron posteriormente en el Eoceno. Actualmente, está colisionando con la placa euroasiática en la región de los montes Zagros y con la placa anatolia en la región sudoriental de la península anatólica, lo que convierte a la región en zona de terremotos frecuentes y actividad volcánica.
Esta placa aguarda el 43 % de las reservas naturales de gas y el 48 % de las reservas de petróleo del mundo. Las placas limítrofes son:
- Al norte, la placa euroasiática y la placa anatolia.
- Al este, la placa índica y la zona de fractura Owen.
- Al sur, la placa africana, la placa somalí y la placa índica (de oeste a este).
- Al oeste, la placa africana y la placa euroasiática.

- Datos: Q331093
- Multimedia: Arabian tectonic plate / Q331093